# Satureja salzmannii
Satureja salzmannii là một loài thực vật có hoa trong họ Hoa môi. Loài này được (Kuntze) P.W.Ball miêu tả khoa học đầu tiên năm 1972.